# Tom Selleck
Tom Selleck (* 29. ledna 1945, Detroit, Michigan, USA) je americký herec, scenárista a producent.
Ačkoliv pochází z Detroitu, od svých čtyř let žil v Kalifornii v San Fernando Valley. V mládí hrál aktivně basketbal a připravoval se na profesionální sportovní dráhu. Během studií si přivydělával drobnou hereckou prací v reklamách. Navštěvoval také herecké kurzy společnosti 20th Century Fox. Od 70. let 20. století začal hrát také nejprve drobné a epizodní role v amerických televizních seriálech. Postupně se vypracoval na vyhledávaného herce, velkou popularitu i uznání mu přinesla role detektiva v kriminálním seriálu Magnum, za níž v roce 1984 obdržel i Cenu Emmy a Zlatý glóbus v roce 1985. Původně měl hrát Indiana Jonese v Dobyvatelích ztracené archy, roli však přenechal Harrisonu Fordovi. Souběžně s tím se dostavil i úspěch v podobě hlavních rolí ve snímku Cesta do Číny z roku 1983 a Příliš žhavé diamanty z roku 1984. Mezi hollywoodské hvězdy jej definitivně zařadily role v komediálních snímcích Tři muži a nemluvně z roku 1987 a Tři muži a malá dáma z roku 1990.
Pro svoji vysokou atletickou postavu a mohutný knír býval velmi často obsazován do rolí detektivů, sympatických rošťáků a darebů. O tom, že se jedná o výborného představitele výrazných dramatických rolí, přesvědčil například ve filmovém dramatu Nevinný muž z roku 1989. Zahrál si postavu politika a generála Dwighta Eisenhowera v televizním filmu Generál Eisenhower: Velitel invaze z roku 2004. Účinkoval taktéž v americkém seriálu Přátelé.